# Булавин (станція)
Булави́н — вантажно-пасажирська залізнична станція Донецької дирекції Донецької залізниці. Розташована в с-щі Булавине, Бахмутський район, Донецької області на лінії Вуглегірськ — Дебальцеве між станціями Вуглегірськ (8 км) та Дебальцеве (4 км).
Через військову агресію Росії на сході Україні транспортне сполучення припинене, водночас керівництво так званих ДНР та ЛНР заявляло про запуск електропоїзда сполученням Луганськ — Ясинувата, що підтверджує сайт Яндекс.